# Río Jablanica
El río Jablanica (en serbio cirílico: Јабланица; pronunciado [jablǎnitsa]) es un corto río de ochenta y cinco kilómetros de longitud que discurre por el sur de Serbia. Es parte de la cuenca del Danubio y desemboca en el Morava meridional por la izquierda, dando nombre a la región de Jablanica y al moderno distrito homónimo serbio, un tercio de cuyo territorio lo ocupa región.

## Nacimiento
El Jablanica nace en la montaña de Goljak, cerca del pueblo de Grbavce, en Medveđa. La zona cuenta con abundantes manantiales termales y por ello con varios balnearios: los de Stara Banja, Ravna Banja, Sijarina y el concurrido de Sijarinska Banja. El afluente Čokotinska reka desemboca en el Jablanica por la izquierda en el pueblo de Maćedonce Retkocersko; allí el río vira hacia el sureste y comienza la región que toma su nombre de él.

## La región de Jablanica
La parte superior de la región de Jablanica es un valle angosto situado en las faldas meridionales de los montes Majdan y Radan, en el extremo suroccidental del distrino de Jablanica y cerca del límite con el de Pristina, en Kosovo. El río se dirige hacia el este, pasa el núcleo regional de Medveđa y los pueblos de Rujkovac y Šilovo, y llega a la ciudad de Lebane, donde comienza la parte inferior del valle. A partir de allí recorre durante cuarenta y ocho kilómetros la depresión de Leskovac, que forma parte también de la cuenca del Morava meridional. Allí, cerca de Lebane, se encuentra el yacimiento arqueológico de Caričin grad (Iustiniana Prima).
El río atraviesa luego los pueblos de Ždeglovo, Vranovce, Bošnjace, Turekovac y Stopanje, llega a Vinarce, suburbio septentrional de la ciudad de Leskovac, y gira hacia el norte. Corre primero paralelo al río Veternica, al que lo une un canal en el pueblo de Zalužje, y luego al Morava meridional. Desemboca en este tras virar hacia el este y haber cruzado los pueblos de Dupljane y Pečenjevce. En esta última localidad comienza un canal que une el Jablanica y con el Toplica, que se está unos quince kilómetros más al norte.
El río pertenece a la cuenca hidrográfica del mar Negro en cuanto que afluente del Morava meridional. Su cuenca abarca 894 km² (345,2 mi²). No es navegable y tiene un caudal medio de 6 m³/s, que crece notablemente los años lluviosos; sus crecidas inundan el valle, causando graves daños. El nombre del río, Jablanica, significa «chopo» en serbio.